# Onje
Onje is een bestuurslaag in het regentschap Purbalingga van de provincie Midden-Java, Indonesië. Onje telt 3772 inwoners (volkstelling 2010).